# Acton (municipalité régionale de comté)
Pour les articles homonymes, voir Acton.
Acton est une municipalité régionale de comté (MRC) de la région de la Montérégie au Québec.  Le chef-lieu est Acton Vale.  Cette MRC est composée de huit municipalités locales dont: une ville, deux municipalités, un canton, trois paroisses et un village.

## Géographie

### Entités territoriales
La MRC est constituée de huit municipalités locales.
| Nom                    | Statut                   | Population 2021 | Superficie (km2) | Densité (h/km2) | Ref. |
| ---------------------- | ------------------------ | --------------- | ---------------- | --------------- | ---- |
| Acton Vale             | Ville                    | 7 605           | 91,2             | 83,39           |      |
| Béthanie               | Municipalité             | 350             | 47               | 7,45            |      |
| Roxton                 | Municipalité de canton   | 1 115           | 150,1            | 7,43            |      |
| Roxton Falls           | Municipalité de village  | 1 322           | 5,1              | 259,22          |      |
| Saint-Nazaire-d'Acton  | Municipalité de paroisse | 880             | 58,2             | 15,12           |      |
| Saint-Théodore-d'Acton | Municipalité             | 1 564           | 83,7             | 18,69           |      |
| Sainte-Christine       | Municipalité de paroisse | 772             | 91,8             | 8,41            |      |
| Upton                  | Municipalité             | 2 046           | 55,9             | 36,6            |      |
| Total                  | Total                    | 15 654          | 579,8            | 27              |      |

## Démographie
| 1981   | 1991   | 2001   | 2006   | 2011   | 2016   | 2021   |
| ------ | ------ | ------ | ------ | ------ | ------ | ------ |
| 13 594 | 14 589 | 15 167 | 15 289 | 15 381 | 15 594 | 15 654 |

## Administration
| Période                                  | Période  | Identité                   | Étiquette                         | Qualité |
| ---------------------------------------- | -------- | -------------------------- | --------------------------------- | ------- |
| 1982                                     | 1989     | Yvan Deaudelin             | Maire de Sainte-Christine         |         |
| 1989                                     | 1997     | Marcel Chagnon             | Maire de Saint-André-d’Acton      |         |
| 1997                                     | 1999     | Monique Champigny          | Mairesse de Roxton Falls          |         |
| 1999                                     | 2001     | Pierrette Duperron         | Mairesse de Saint-Nazaire-d’Acton |         |
| 2001                                     | 2005     | Richard Gauthier           | Maire de Saint-Théodore-d'Acton   |         |
| 2005                                     | 2009     | Huguette St-Pierre Beaulac | Mairesse de Sainte-Christine      |         |
| 2009                                     | En cours | Jean-Marie Laplante        | Maire de Roxton Falls             |         |
| Les données manquantes sont à compléter. |          |                            |                                   |         |